# Hedwig’s Theme
Hedwig’s Theme ist ein von John Williams komponiertes Orchesterstück. Es ist das Hauptthema für die Harry-Potter-Filmreihe, die auf der gleichnamigen Fantasy-Romanreihe der Autorin Joanne K. Rowling basiert. Das Thema erscheint zum ersten Mal im Vorspann von Harry Potter und der Stein der Weisen in einer gekürzten Version. Das vollständige fünfminütige Thema ist erst im Abspann vollständig zu hören. Das Thema ist nach Harry Potters Eule Hedwig benannt.
Nach seiner Verwendung als Filmmusik in Harry Potter und der Stein der Weisen wurde das Thema von Williams für Harry Potter und die Kammer des Schreckens und Harry Potter und der Gefangene von Askaban sowie von Patrick Doyle, Nicholas Hooper und Alexandre Desplat für die übrigen fünf Harry-Potter-Filme weiterentwickelt. Das Thema wurde auch in den Begleitfilmreihe Phantastische Tierwesen, in verschiedenen Videospielen und in den Attraktionen der Wizarding World of Harry Potter verwendet. Hedwig’s Theme hat den Status eines unverkennbaren Themas der „Wizarding-World“-Franchise erlangt und wird weithin als eines der bekanntesten Filmthemen aller Zeiten angesehen.

## Hintergrund
Warner Bros. Entertainment und Chris Columbus, der Regisseur des ersten Films, wollten sich zunächst ein Bild davon machen, welcher Komponist am besten geeignet war, die Filmmusik zu komponieren. Sie betrauten verschiedene Komponisten mit der Aufgabe, ein Thema für einen Werbekurzfilm des Films zu schaffen. Williams komponierte, ohne Material aus dem Film gesehen zu haben, den ersten Entwurf des Hedwig’s Theme für den Kurzfilm, den er Columbus am Klavier präsentierte.

## Komposition
Das Werk ist in ternärer Form aufgebaut. Der erste Teil ist der bekannteste und besteht aus dem titelgebenden „Hedwig“-Thema, das John Williams als Leitmotiv für die Kompositionen aus Harry Potter nimmt. Der zweite Abschnitt ist um das schnellere „Nimbus“-Thema aufgebaut, das Williams als Leitmotiv für Szenen mit Harrys Besen, den „Nimbus 2000“, und ganz allgemein für rasanten Unfug und Abenteuer verwendet. Im dritten Abschnitt wird ein Teil des „Hedwig“-Themas in einer intensiveren Weise als ursprünglich wiedergegeben, bevor das Stück in eine Coda übergeht, in der hauptsächlich Material verwendet wird, das nicht zuvor im Stück vorgekommen ist.

### Erster Teil: Hedwig’s Theme
Der erste Abschnitt steht in einem 3/8 Takt mit der Tempovorgabe „Misterioso“ und ist überwiegend in E-Moll geschrieben. Der verhaltene Tripeltakt, die Moll-Tonart und die punktierten Noten sind charakteristisch für den Siciliana-Stil und weisen eine Ähnlichkeit mit Gabriel Faurés Sicilienne auf. Hedwigs Thema beginnt mit einem Solo auf der Celesta, die das Hauptthema einleitet, auf dem der Rest des Abschnitts aufbaut: Die einleitende Melodieentwicklung des Hauptthemas folgt weitgehend in E-Moll, wie durch das wiederholte E in der linken Hand angedeutet wird, im sechsten vollen Takt wechselt das Thema kurzzeitig in Dis-Moll, wobei gleichzeitig ein A♯, die Quinte des Akkords, gespielt wird. Dies erzeugt eine Spannung, die im siebten Takt aufgelöst wird, wenn das Thema zurück nach E-Moll wechselt. Die Figur aus den ersten beiden Takten wiederholt sich dann, wobei sie diesmal in eine Reihe von Akkorden mündet – G-Moll, F-Moll, A-Moll und F♯7, bevor sie sich wieder in E-Moll auflöst.